# Robert Theissen
Robert Theissen (Lussemburgo, 20 luglio 1906 – 13 febbraio 1963) è stato un calciatore lussemburghese, di ruolo attaccante.

## Carriera

### Club
Ha sempre giocato nel campionato lussemburghese.

### Nazionale
Ha rappresentato la Nazionale del suo paese alle Olimpiadi del 1928.